# Ligue majeure de baseball 2010
Navigation
2009 2011
La Ligue majeure de baseball 2010 est la 110e saison depuis le rapprochement entre la Ligue américaine et la Ligue nationale et la 135e saison de ligue majeure. Le coup d'envoi de la saison a lieu le 4 avril. Le match des étoiles de la Ligue majeure de baseball 2010 se tient le 13 juillet à Los Angeles, dans le stade des Angels.
La saison 2010 marque l'ouverture du nouveau stade des Twins du Minnesota : Target Field. Cette enceinte de 40 000 places est inaugurée le 27 mars, et est utilisée pour la première fois en Ligue majeure le 12 avril avec la réception des Red Sox de Boston à Minneapolis.
L'intersaison est marquée par la signature de longues prolongations de contrats pour quelques grands joueurs. Joe Mauer s'engage jusqu'en 2018 avec les Twins du Minnesota pour 184 millions de dollars tandis que les Cardinals de Saint-Louis se lient à Matt Holliday jusqu'en 2017 pour 120 millions de dollars. Justin Verlander signe pour cinq années supplémentaires avec les Tigers de Détroit contre 80 millions de dollars.

## Saison régulière

### Événements
La saison régulière se tient du 4 avril au 3 octobre.

#### Avril

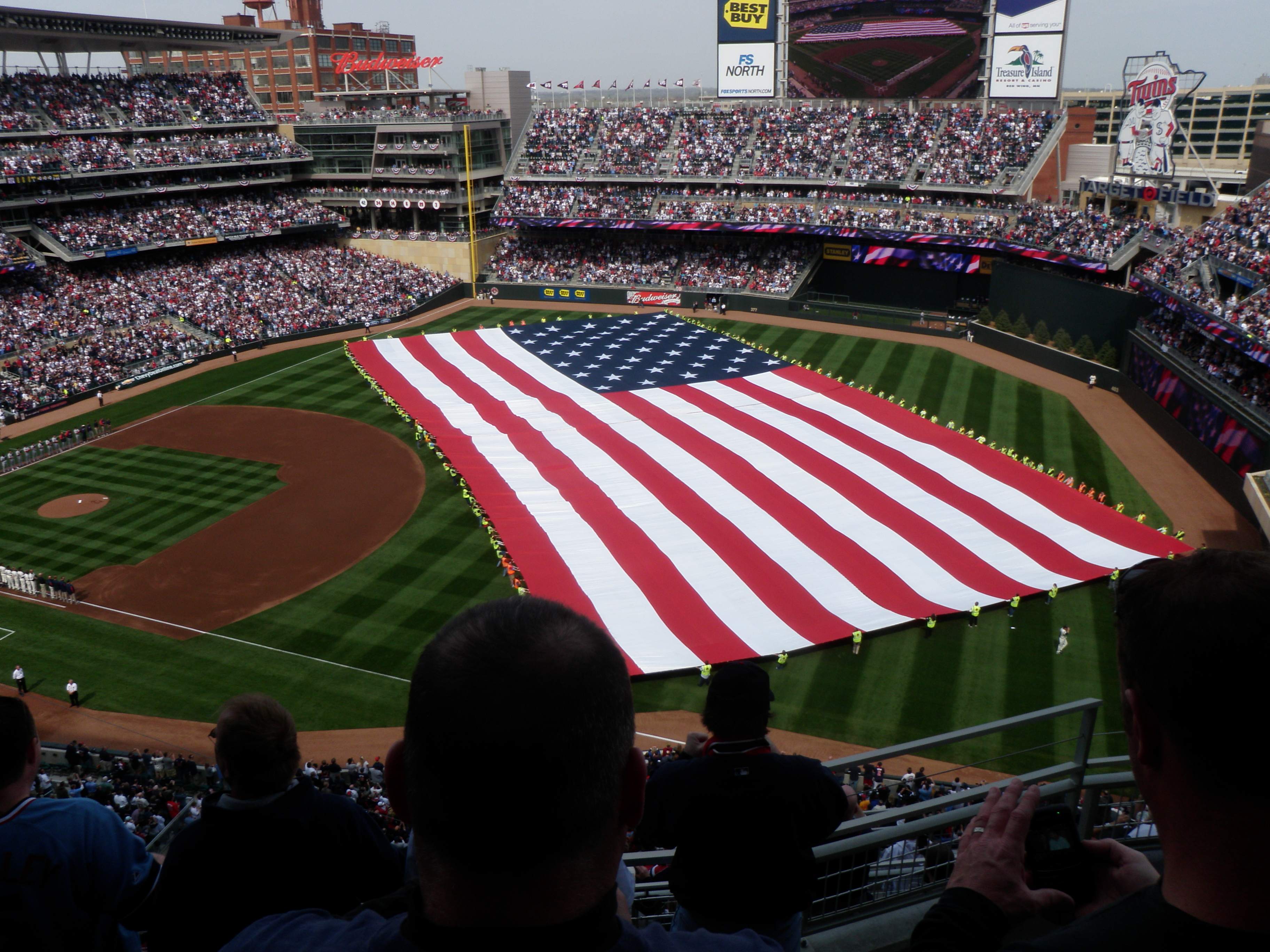
Premier match de Ligue majeure à Target Field

Le 5 avril Jason Heyward des Braves d'Atlanta frappe un coup de circuit lors de son premier passage au bâton en Ligue majeure.
Face aux Braves d'Atlanta, le 17 avril, le lanceur partant Ubaldo Jiménez réussit le premier match sans point ni coup sûr de l'histoire de la franchise des Rockies du Colorado.
Edinson Volquez, lanceur partant des Reds de Cincinnati, est suspendu pendant 50 jours à compter du 20 avril 2010 à la suite d'un contrôle antidopage positif. Cette suspension n'a aucun effet sur Volquez qui a quitté les terrains depuis le 1er juin 2009 pour subir une opération de type Tommy John. À la suite de cette lourde opération chirurgicale, son retour au jeu est programmé, au mieux, en juillet 2010.
Le 22 avril à Oakland face aux Athletics, les Yankees complètent un triple jeu. C'est le premier triple jeu réussi par les Yankees depuis 1968.
La rencontre du 23 avril prévue entre les Marlins de la Floride et les Rockies du Colorado est reportée pour cause de pluie. C'est le premier match de la saison à être reporté. Depuis 1960, c'est le deuxième plus long début de saison sans report derrière l'exceptionnelle saison 1985 qui connut son premier match reporté le 20 mai. 
Le 28 avril, l'Australien des Twins du Minnesota Luke Hughes réussit un coup de circuit lors de son premier passage au bâton en Ligue majeure.

#### Mai
Le 2 mai, le Vénézuélien Wilson Ramos des Twins du Minnesota est le 21e joueur de l'histoire moderne (depuis 1900) et le premier receveur à résussir quatre coups sûrs à l'occasion de son premier match en Ligue majeure.
En signant un blanchissage le 7 mai face aux Braves d'Atlanta, le lanceur partant des Phillies de Philadelphie Jamie Moyer devient le premier lanceur de l'histoire à réussir une telle performance sur quatre décennies (années 1980, années 1990, années 2000 et années 2010). En outre, à 47 ans et 170 jours, Moyer est le lanceur le plus âgé à réussir un blanchissage. Le record était jusque-là tenu par Phil Niekro (46 ans et 188 jours). 
Le voltigeur Jody Gerut des Brewers de Milwaukee frappe un cycle le 8 mai lors du large succès 17-3 chez les Diamondbacks de l'Arizona. Il s'agit du 289e cycle de l'histoire des Ligues majeures depuis 1882 et le sixième réussi par un joueur des Brewers.
Le gaucher Dallas Braden lance un match parfait le 9 mai à l'occasion de la victoire 4-0 des Athletics d'Oakland sur les Rays de Tampa Bay au McAfee Coliseum. C'est le 19e match parfait de l'histoire des Ligues majeures.
À la suite du mauvais début de saison des Royals (12-23), Ned Yost est nommé manager des Royals de Kansas City le 13 mai en remplacement de Trey Hillman.
Le droitier Roy Halladay lance un match parfait le 29 mai à l'occasion de la victoire 1-0 des Phillies de Philadelphie sur les Marlins de la Floride au Sun Life Stadium. C'est le 20e match parfait de l'histoire des Ligues majeures.

#### Juin
Le 2 juin, le lanceur Armando Galarraga, des Tigers de Detroit, est privé d'un match parfait à la suite d'une erreur d'un arbitre, qui prend une décision erronée sur ce qui aurait dû être le dernier retrait du match. Le baseball majeur refuse de renverser la décision et de donner une partie parfaite à Galarraga.
Chez les Orioles de Baltimore, Juan Samuel est nommé manager par intérim à la place de Dave Trembley le 4 juin. Les Orioles affichent alors 15 victoires pour 39 défaites.
La jeune sensation Stephen Strasburg fait des débuts très médiatisés dans les majeures avec les Nationals de Washington le  8 juin.
Le 12 juin, Daniel Nava, des Red Sox de Boston, devient le second joueur seulement dans l'histoire de la MLB à frapper un grand chelem sur le premier lancer reçu dans les majeures.
Edwin Jackson, des Diamondbacks de l'Arizona, lance un match sans point ni coup sûr contre les Rays de Tampa Bay le 25 juin.

#### Juillet
13 juillet. Pour la première fois depuis 1996, c'est l'équipe de la Ligue nationale qui remporte le match des étoiles du baseball majeur.
Le 26 juillet, Matt Garza, des Rays de Tampa Bay, lance un match sans point ni coup sûr contre Detroit.

#### Août
Le 4 août, Alex Rodriguez devient le septième joueur de l'histoire des majeures à atteindre le plateau des 600 coups de circuit en carrière. Il est aussi le plus jeune à atteindre ce total.
22 août. Le manager des Cubs de Chicago, Lou Piniella, qui avait annoncé quelques jours plus tôt que la saison 2010 serait sa dernière dans le baseball, décide de prendre sa retraite immédiatement.

#### Septembre
Le 6 septembre, Alex Rodriguez établit un record en produisant au moins 100 points produits pour une 14e saison en carrière.
Le 23 septembre, Ichiro Suzuki, des Mariners de Seattle, devient le premier joueur des majeures à totaliser au moins 200 coups sûrs dans dix saisons de suite.
Les Rangers du Texas s'assurent du titre de la section Ouest de la Ligue américaine le 25 septembre, remportant leur premier championnat de division depuis la saison 1999.
Avec son 38e sauvetage de la saison, Neftali Feliz des Rangers du Texas établit le 25 septembre un nouveau record pour un lanceur recrue, battant la marque établie en 2000 par Kazuhiro Sasaki.
27 septembre. Les Phillies de Philadelphie remportent le championnat de la division Est de la Ligue nationale pour la quatrième saison consécutive.
28 septembre. Les Reds de Cincinnati, premier dans la division Centrale de la Ligue nationale, remportent un premier championnat de section depuis 1995.

#### Octobre
3 octobre. Les Giants de San Francisco remportent leur premier titre de la division Ouest de la Ligue nationale depuis 2003. Le même jour, les Braves d'Atlanta se qualifient pour les séries éliminatoires comme meilleurs deuxièmes.

### Classement de la saison régulière
Légende : V : victoires, D : défaites, % : pourcentage de victoires, GB : games behind ou retard (en matchs) sur la première place.
| Ligue américaine (Division Est) | V  | D  | %    | GB |
| ------------------------------- | -- | -- | ---- | -- |
| Rays de Tampa Bay               | 96 | 66 | .593 | -  |
| Yankees de New York             | 95 | 67 | .586 | 1  |
| Red Sox de Boston               | 89 | 73 | .549 | 7  |
| Blue Jays de Toronto            | 85 | 77 | .525 | 11 |
| Orioles de Baltimore            | 66 | 96 | .407 | 30 |

| Ligue américaine (Division Centrale) | V  | D  | %    | GB |
| ------------------------------------ | -- | -- | ---- | -- |
| Twins du Minnesota                   | 94 | 68 | .580 | -  |
| White Sox de Chicago                 | 88 | 74 | .543 | 6  |
| Tigers de Détroit                    | 81 | 81 | .500 | 13 |
| Indians de Cleveland                 | 69 | 93 | .426 | 25 |
| Royals de Kansas City                | 67 | 95 | .414 | 27 |

| Ligue américaine (Division Ouest) | V  | D   | %    | GB |
| --------------------------------- | -- | --- | ---- | -- |
| Rangers du Texas                  | 90 | 72  | .556 | -  |
| Athletics d'Oakland               | 81 | 81  | .500 | 9  |
| Angels d'Anaheim                  | 80 | 82  | .494 | 10 |
| Mariners de Seattle               | 61 | 101 | .377 | 29 |

| Ligue nationale (Division Est) | V  | D  | %    | GB |
| ------------------------------ | -- | -- | ---- | -- |
| Phillies de Philadelphie       | 97 | 65 | .599 | -  |
| Braves d'Atlanta               | 91 | 71 | .562 | 6  |
| Marlins de la Floride          | 80 | 82 | .494 | 17 |
| Mets de New York               | 79 | 83 | .488 | 18 |
| Nationals de Washington        | 69 | 93 | .426 | 28 |

| Ligue nationale (Division Centrale) | V  | D   | %    | GB |
| ----------------------------------- | -- | --- | ---- | -- |
| Reds de Cincinnati                  | 91 | 71  | .562 | -  |
| Cardinals de Saint-Louis            | 86 | 76  | .531 | 5  |
| Brewers de Milwaukee                | 77 | 85  | .475 | 14 |
| Astros de Houston                   | 76 | 86  | .469 | 15 |
| Cubs de Chicago                     | 75 | 87  | .463 | 16 |
| Pirates de Pittsburgh               | 57 | 105 | .352 | 34 |

| Ligue nationale (Division Ouest) | V  | D  | %    | GB |
| -------------------------------- | -- | -- | ---- | -- |
| Giants de San Francisco          | 92 | 70 | .568 | -  |
| Padres de San Diego              | 90 | 72 | .556 | 2  |
| Rockies du Colorado              | 83 | 79 | .512 | 9  |
| Dodgers de Los Angeles           | 80 | 82 | .494 | 12 |
| Diamondbacks de l'Arizona        | 65 | 97 | .401 | 27 |

### Statistiques individuelles

#### Au bâton
| Catégorie        | Ligue nationale           | Stat | Ligue américaine          | Stat |
| ---------------- | ------------------------- | ---- | ------------------------- | ---- |
| Moyenne au bâton | Carlos González (Rockies) | .336 | Josh Hamilton (Rangers)   | .359 |
| Points produits  | Albert Pujols (Cardinals) | 118  | Miguel Cabrera (Tigers)   | 126  |
| Coups de circuit | Albert Pujols (Cardinals) | 42   | José Bautista (Blue Jays) | 54   |
| Bases volées     | Michael Bourn (Astros)    | 52   | Juan Pierre (White Sox)   | 68   |

#### Lanceurs
| Catégorie                 | Ligue nationale         | Stat | Ligue américaine           | Stat |
| ------------------------- | ----------------------- | ---- | -------------------------- | ---- |
| Moyenne de points mérités | Josh Johnson (Marlins)  | 2.30 | Félix Hernández (Mariners) | 2.27 |
| Victoires                 | Roy Halladay (Phillies) | 21   | CC Sabathia (Yankees)      | 21   |
| Retraits sur prises       | Tim Lincecum (Giants)   | 231  | Jered Weaver (Angels)      | 233  |
| Sauvetages                | Brian Wilson (Giants)   | 48   | Rafael Soriano (Rays)      | 45   |

## Séries éliminatoires
|  | Séries de divisions | Séries de divisions | Séries de divisions | Séries de divisions |   |          | Séries de championnat | Séries de championnat | Séries de championnat | Séries de championnat |  |  | Série mondiale | Série mondiale | Série mondiale | Série mondiale |
|  |                     |                     |                     |                     |   |          |                       |                       |                       |                       |  |  |                |                |                |                |
|  |                     |                     |                     |                     |   |          |                       |                       |                       |                       |  |  |                |                |                |                |
|  |                     |                     |                     |                     |   |          |                       |                       |                       |                       |  |  |                |                |                |                |
|  | 1                   | Rays                | 2                   | 2                   |   |          |                       |                       |                       |                       |  |  |                |                |                |                |
|  | 1                   | Rays                | 2                   | 2                   |   |          |                       |                       |                       |                       |  |  |                |                |                |                |
|  | 3                   | Rangers             | 3                   | 3                   |   |          |                       |                       |                       |                       |  |  |                |                |                |                |
|  | 3                   | Rangers             | 3                   | 3                   | 3 | Rangers  | 4                     | 4                     |                       |                       |  |  |                |                |                |                |
|  | Ligue américaine    |                     |                     |                     | 3 | Rangers  | 4                     | 4                     |                       |                       |  |  |                |                |                |                |
|  |                     |                     | 4                   | Yankees             | 2 | 2        |                       |                       |                       |                       |  |  |                |                |                |                |
|  | 2                   | Twins               | 4                   | Yankees             | 2 | 2        | 0                     | 0                     |                       |                       |  |  |                |                |                |                |
|  | 2                   | Twins               |                     |                     |   |          |                       | 0                     |                       |                       |  |  |                |                |                |                |
|  | 4                   | Yankees             | 3                   | 3                   |   |          |                       |                       |                       |                       |  |  |                |                |                |                |
|  | 4                   | Yankees             | 3                   | 3                   | 3 | Rangers  | 1                     | 1                     |                       |                       |  |  |                |                |                |                |
|  |                     |                     |                     |                     | 3 | Rangers  | 1                     | 1                     |                       |                       |  |  |                |                |                |                |
|  |                     |                     | 2                   | Giants              | 4 | 4        |                       |                       |                       |                       |  |  |                |                |                |                |
|  | 1                   | Phillies            | 2                   | Giants              | 4 | 4        | 3                     | 3                     |                       |                       |  |  |                |                |                |                |
|  | 1                   | Phillies            |                     |                     |   |          |                       |                       |                       |                       |  |  |                |                |                |                |
|  | 3                   | Reds                | 0                   | 0                   |   |          |                       |                       |                       |                       |  |  |                |                |                |                |
|  | 3                   | Reds                | 0                   | 0                   | 1 | Phillies | 2                     | 2                     |                       |                       |  |  |                |                |                |                |
|  | Ligue nationale     |                     |                     |                     | 1 | Phillies | 2                     | 2                     |                       |                       |  |  |                |                |                |                |
|  |                     |                     | 2                   | Giants              | 4 | 4        |                       |                       |                       |                       |  |  |                |                |                |                |
|  | 2                   | Giants              | 2                   | Giants              | 4 | 4        | 3                     | 3                     |                       |                       |  |  |                |                |                |                |
|  | 2                   | Giants              |                     |                     |   |          |                       | 3                     |                       |                       |  |  |                |                |                |                |
|  | 4                   | Braves              | 1                   | 1                   |   |          |                       |                       |                       |                       |  |  |                |                |                |                |
|  | 4                   | Braves              | 1                   | 1                   |   |          |                       |                       |                       |                       |  |  |                |                |                |                |
|  |                     |                     |                     |                     |   |          |                       |                       |                       |                       |  |  |                |                |                |                |

### Série mondiale
La série mondiale constitue la finale de la Ligue majeure de baseball. Elle se tient du 27 octobre au 1er novembre.
Les Giants de San Francisco s'imposent contre les Rangers du Texas en cinq matches.
| Match | Date         | Visiteur                | Hôte                    | Score  |
| ----- | ------------ | ----------------------- | ----------------------- | ------ |
| 1     | 27 octobre   | Rangers du Texas        | Giants de San Francisco | 7 - 11 |
| 2     | 28 octobre   | Rangers du Texas        | Giants de San Francisco | 0 - 9  |
| 3     | 30 octobre   | Giants de San Francisco | Rangers du Texas        | 2 - 4  |
| 4     | 31 octobre   | Giants de San Francisco | Rangers du Texas        | 4 - 0  |
| 5     | 1er novembre | Giants de San Francisco | Rangers du Texas        | 3 - 1  |

## Honneurs individuels
| Trophées de l'Association des chroniqueurs de baseball d'Amérique | Trophées de l'Association des chroniqueurs de baseball d'Amérique           | Trophées de l'Association des chroniqueurs de baseball d'Amérique           | Trophées de l'Association des chroniqueurs de baseball d'Amérique | Trophées de l'Association des chroniqueurs de baseball d'Amérique | Trophées de l'Association des chroniqueurs de baseball d'Amérique | Trophées de l'Association des chroniqueurs de baseball d'Amérique | Trophées de l'Association des chroniqueurs de baseball d'Amérique | Trophées de l'Association des chroniqueurs de baseball d'Amérique |
| Trophée                                                           | Ligue nationale                                                             | Ligue américaine                                                            |                                                                   |                                                                   |                                                                   |                                                                   |                                                                   |                                                                   |
| ----------------------------------------------------------------- | --------------------------------------------------------------------------- | --------------------------------------------------------------------------- | ----------------------------------------------------------------- | ----------------------------------------------------------------- | ----------------------------------------------------------------- | ----------------------------------------------------------------- | ----------------------------------------------------------------- | ----------------------------------------------------------------- |
| Recrue de l'année                                                 | Buster Posey (Giants)                                                       | Neftali Feliz (Rangers)                                                     |                                                                   |                                                                   |                                                                   |                                                                   |                                                                   |                                                                   |
| Trophée Cy Young                                                  | Roy Halladay (Phillies)                                                     | Félix Hernández (Mariners)                                                  |                                                                   |                                                                   |                                                                   |                                                                   |                                                                   |                                                                   |
| Manager de l'année                                                | Bud Black (Padres)                                                          | Ron Gardenhire (Twins)                                                      |                                                                   |                                                                   |                                                                   |                                                                   |                                                                   |                                                                   |
| Meilleur joueur (MVP)                                             | Joey Votto (Reds)                                                           | Josh Hamilton (Rangers)                                                     |                                                                   |                                                                   |                                                                   |                                                                   |                                                                   |                                                                   |
| Gant doré                                                         |                                                                             |                                                                             |                                                                   |                                                                   |                                                                   |                                                                   |                                                                   |                                                                   |
| Position                                                          | Ligue nationale                                                             | Ligue américaine                                                            |                                                                   |                                                                   |                                                                   |                                                                   |                                                                   |                                                                   |
| Lanceur                                                           | Bronson Arroyo (Reds)                                                       | Mark Buehrle (White Sox)                                                    |                                                                   |                                                                   |                                                                   |                                                                   |                                                                   |                                                                   |
| Receveur                                                          | Yadier Molina (Cardinals)                                                   | Joe Mauer (Twins)                                                           |                                                                   |                                                                   |                                                                   |                                                                   |                                                                   |                                                                   |
| 1re base                                                          | Albert Pujols (Cardinals)                                                   | Mark Teixeira (Yankees)                                                     |                                                                   |                                                                   |                                                                   |                                                                   |                                                                   |                                                                   |
| 2e base                                                           | Brandon Phillips (Reds)                                                     | Robinson Canó (Yankees)                                                     |                                                                   |                                                                   |                                                                   |                                                                   |                                                                   |                                                                   |
| 3e base                                                           | Scott Rolen (Reds)                                                          | Evan Longoria (Rays)                                                        |                                                                   |                                                                   |                                                                   |                                                                   |                                                                   |                                                                   |
| Arrêt-court                                                       | Troy Tulowitzki (Rockies)                                                   | Derek Jeter (Yankees)                                                       |                                                                   |                                                                   |                                                                   |                                                                   |                                                                   |                                                                   |
| Champ extérieur                                                   | Carlos González (Rockies) Michael Bourn (Astros) Shane Victorino (Phillies) | Franklin Gutiérrez (Mariners) Carl Crawford (Rays) Ichiro Suzuki (Mariners) |                                                                   |                                                                   |                                                                   |                                                                   |                                                                   |                                                                   |
| Prix Silver Slugger                                               |                                                                             |                                                                             |                                                                   |                                                                   |                                                                   |                                                                   |                                                                   |                                                                   |
| Position                                                          | Ligue nationale                                                             | Ligue américaine                                                            |                                                                   |                                                                   |                                                                   |                                                                   |                                                                   |                                                                   |
| Lanceur/Frappeur désigné                                          | Yovani Gallardo (Brewers)                                                   | Vladimir Guerrero (Rangers)                                                 |                                                                   |                                                                   |                                                                   |                                                                   |                                                                   |                                                                   |
| Receveur                                                          | Brian McCann (Braves)                                                       | Joe Mauer (Twins)                                                           |                                                                   |                                                                   |                                                                   |                                                                   |                                                                   |                                                                   |
| 1re base                                                          | Albert Pujols (Cardinals)                                                   | Miguel Cabrera (Tigers)                                                     |                                                                   |                                                                   |                                                                   |                                                                   |                                                                   |                                                                   |
| 2e base                                                           | Dan Uggla (Marlins)                                                         | Robinson Canó (Yankees)                                                     |                                                                   |                                                                   |                                                                   |                                                                   |                                                                   |                                                                   |
| 3e base                                                           | Ryan Zimmerman (Nationals)                                                  | Adrián Beltré (Red Sox)                                                     |                                                                   |                                                                   |                                                                   |                                                                   |                                                                   |                                                                   |
| Arrêt-court                                                       | Troy Tulowitzki (Rockies)                                                   | Alexei Ramirez (White Sox)                                                  |                                                                   |                                                                   |                                                                   |                                                                   |                                                                   |                                                                   |
| Champ extérieur                                                   | Ryan Braun (Brewers) Carlos González (Rockies) Matt Holliday (Cardinals)    | José Bautista (Blue Jays) Carl Crawford (Rays) Josh Hamilton (Rangers)      |                                                                   |                                                                   |                                                                   |                                                                   |                                                                   |                                                                   |